# Canton d'Étupes
Le canton d'Étupes est une ancienne division administrative française, située dans le département du Doubs et la région Franche-Comté.

## Administration
| Période | Période | Identité      | Étiquette | Qualité                                                                              |
| ------- | ------- | ------------- | --------- | ------------------------------------------------------------------------------------ |
| 1982    | 1985    | Michel Rondot | PS        | Ouvrier chez Japy, Fesches-le-Chatel                                                 |
| 1985    | 2004    | Jean Geney    | RPR       | Technicien dans l'industrie automobile Maire d'Étupes (1989-2010) Député (1993-1997) |
| 2004    | 2015    | Michel Rondot | PS        | Ouvrier chez Japy Adjoint au maire de Fesches-le-Chatel                              |

## Composition
Ce canton était composé des huit communes suivantes :
| Nom                | Code Insee | Intercommunalité                     | Superficie (km2) | Population (dernière pop. légale) | Densité (hab./km2) |
| ------------------ | ---------- | ------------------------------------ | ---------------- | --------------------------------- | ------------------ |
| Étupes (chef-lieu) | 25228      | CA Pays de Montbéliard Agglomération | 9,87             | 3 633 (2014)                      | 368                |
| Allenjoie          | 25011      | CA Pays de Montbéliard Agglomération | 6,56             | 737 (2014)                        | 112                |
| Badevel            | 25040      | CA Pays de Montbéliard Agglomération | 3,73             | 839 (2014)                        | 225                |
| Brognard           | 25097      | CA Pays de Montbéliard Agglomération | 2,90             | 444 (2014)                        | 153                |
| Dambenois          | 25188      | CA Pays de Montbéliard Agglomération | 3,28             | 746 (2014)                        | 227                |
| Dampierre-les-Bois | 25190      | CA Pays de Montbéliard Agglomération | 4,72             | 1 656 (2014)                      | 351                |
| Exincourt          | 25230      | CA Pays de Montbéliard Agglomération | 3,45             | 3 200 (2014)                      | 928                |
| Fesches-le-Châtel  | 25237      | CA Pays de Montbéliard Agglomération | 3,46             | 2 224 (2014)                      | 643                |

## Démographie
| 1982   | 1990   | 1999   | 2006   | 2011   | 2012   |
| ------ | ------ | ------ | ------ | ------ | ------ |
| 14 273 | 13 008 | 12 925 | 12 931 | 13 515 | 13 512 |